# Everhardus Johannes Potgieter

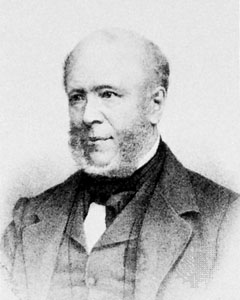
Everhardus Johannes Potgieter.

Everhardus Johannes Potgieter, född den 27 juni 1808 i Zwolle, död den 3 februari 1875 i Amsterdam, var en holländsk författare. 
Potgieter utbildades till köpman, men lämnade snart detta yrke för att ägna sig åt litteraturen. Han kom under påverkan av språkforskaren Willems, den flamländska rörelsens fader, och uppsatte tillsammans med Bakhuizen van den Brink, Drost och Heije 1836 i Amsterdam månadsskriften De Gids, som fick ledande betydelse i den holländska litteraturutvecklingen i egenskap av romantikens organ. 
Potgieter lämnade ett mycket stort antal bidrag till tidskriften, såväl noveller och kritiker som dikter, sedermera samlade i Proza 1837–1845 (2 band, 1864, flera upplagor), Poezij 1827–1874 (2 band, 1874, flera upplagor) och Studien en schetsen (3 band, 1879). Som hans huvudverk anses terzindikten Florence (1868), en hymn till skönheten, författad efter en resa till Italien, där han deltog i Dantefesterna 1867 (jämför kommentar av Jacob Bartus Meerkerk, 1901). 
Potgieter framhöll 1500- och 1600-talens holländare som föredömen för sin samtids, och i sin ytterst puristiska framställning tog han starka intryck av Hooft, som han i hög grad beundrade. Hans reflexionsrika, förfinade diktning riktar sig till de få. Ett besök i Sverige 1831 är skildrat i Het Noorden-, in omtrekken en tajereelen (2 band, 1836; 3:e upplagan 1875; med översättningar från Franzén, Geijer, Tegnér med flera). Potgieters efterlämnade verk utkom i 8 band 1875 ff.; 2:a, samlade, upplagan (Werken) 1885–1886, 3:e upplagan 1901. Hans brevväxling med vännen Busken Huet, som 1865 övertog redaktionen av De Gids, utgavs i 2 band 1901–1902.